# Vjatjeslav Lemesjev
Vjatjeslav Lemesjev, född den 3 april 1952 i Moskva, Sovjetunionen, död 27 januari 1996, var en sovjetisk boxare som tog OS-guld i mellanviktsboxning 1972 i München. I finalen besegrade han finländske Reima Virtanen genom knock out.